# Židovský hřbitov v Bohumíně
 Židovský hřbitov v Bohumíně  je dnes neužívaný, udržovaný židovský hřbitov. Nachází se v ulici Mírová za modlitebnou Adventistů sedmého dne v Novém Bohumíně. Byl založen roku 1902 ve vyhrazené sekci komunálního hřbitova.
Židovská obec v Ostravě nechala v roce 2007 hřbitov obnovit. V té době se zde nacházelo 32 náhrobků. Hřbitov byl pak následně několikrát poškozen útoky vandalů, po těchto aktech byla vždy uskutečněna oprava. Hřbitov je volně přístupný z bohumínského komunálního hřbitova.